# イェニー・ハッセルキスト
イェニー・ハッセルキスト（Jenny Hasselquist、1894年7月31日 - 1978年6月8日）は、スウェーデンの女優。

## 出演作品
- 燃ゆる嫉妬
- 愛の坩堝
- 寵姫ズムルン
- 豺狼
- 鬘